# Bús Iván
Bús Iván (Nyíregyháza, 1967. január 5. –) magyar labdarúgó.

## Sikerei, díjai
- Ferencvárosi TC:
  - Magyar labdarúgó-bajnokság ezüstérmes: 1988–89
  - Magyar labdarúgó-bajnokság bronzérmes: 1989–90
  - Magyar kupa döntős: 1988–89